# Molotov-koktél

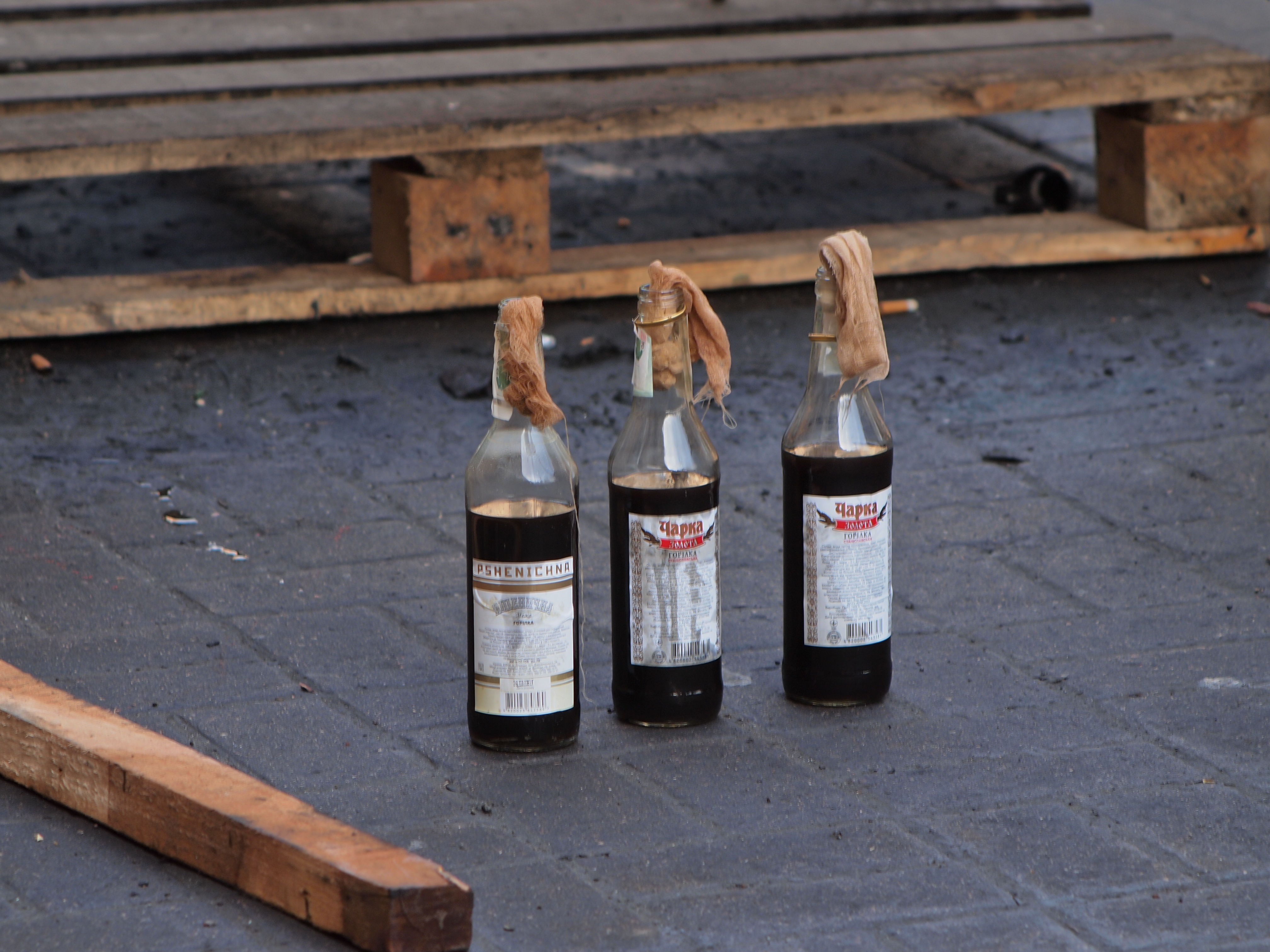
Molotov-koktélok használatra készen a kijevi Majdan téren 2014-ben

A Molotov-koktél egyszerű, házilag is elkészíthető fegyver, többek közt az 1956-os forradalom utcai harcainak tipikus tankelhárító eszköze. Elsősorban a célpont felgyújtására használható, de vannak robbanó változatai is. Meggyújtása után a kézigránáthoz hasonlóan elhajítva (ritkábban csúzlival kilőve) juttatható célba. Sokféle változata ismert, amikben közös az, hogy üvegpalackba töltött gyúlékony anyagok keverékéből állnak.

## Működése
A Molotov-koktél egy gyúlékony folyadékkal, leggyakrabban benzinnel vagy alkohollal részben megtöltött palack. A palack kb. harmadát üresen hagyják a könnyebb törés érdekében. A palack nyakára gyúlékony anyaggal átitatott rongydarabot erősítenek, amit meggyújtanak. Így, lángoló állapotban hajítják a célpontra, amihez hozzáütődve a palack összetörik, szétfröccsenő tartalma az égő rongydarabtól lángra lobban.
Nem véletlenül nevezik koktélnak, többféle hatásfokozó adalékanyagot szoktak a tartalmához keverni. Például kátrány hozzáadásával a fellobbanó folyadék látványos, sűrű, fekete füstöt termel.
Az optimális Molotov-koktél a benzin és gázolaj megfelelő keveréke, mert a benzin a belobbanást, míg a hozzá vegyített gázolaj az égés hosszát és ezzel a hatékonyságát segíti. Gyakran kevernek hozzá ledarált szappant annak érdekében, hogy a meggyulladt elegy rátapadjon a célpontra.

## Története

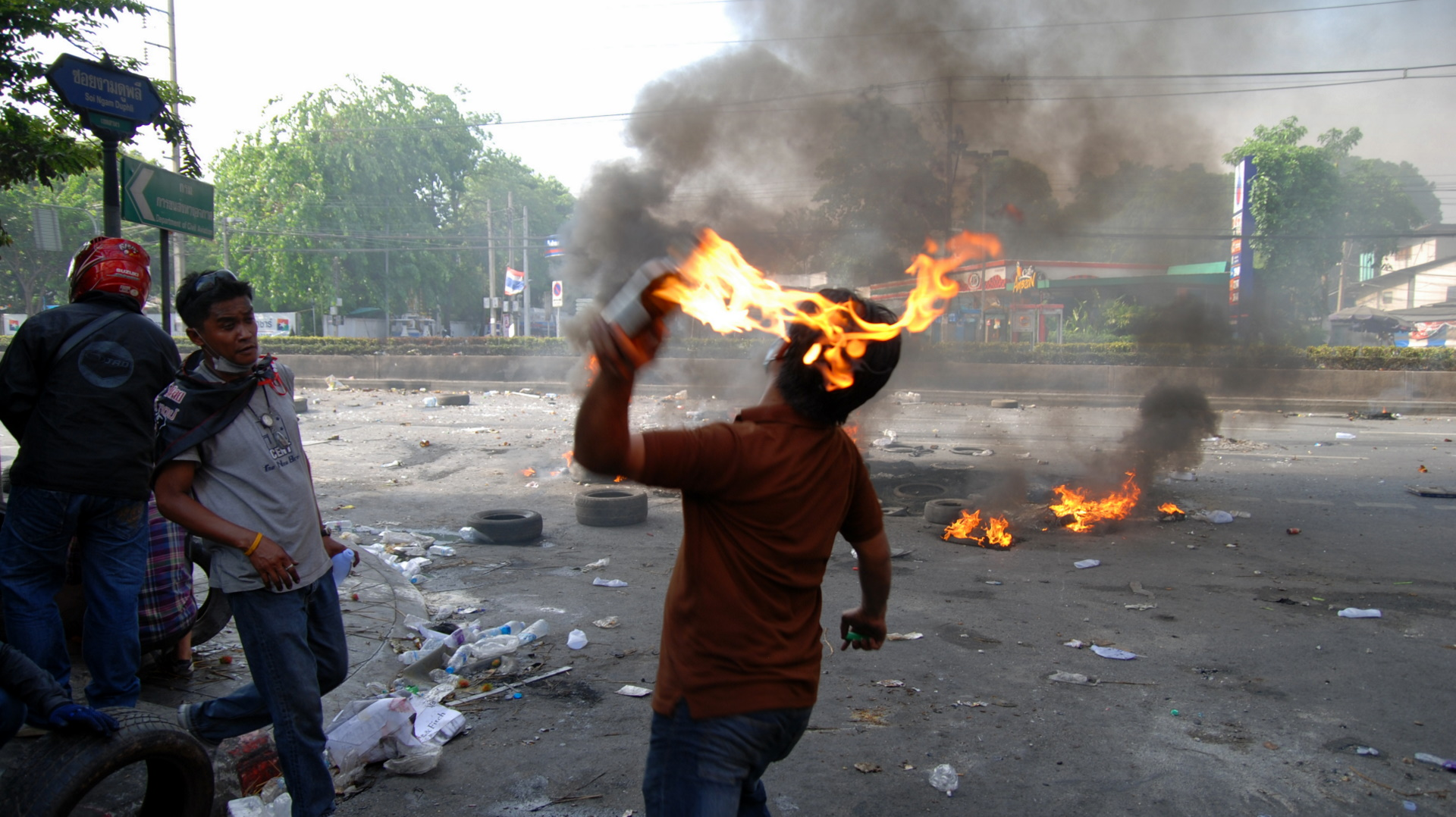
...és tüntetésen bevetve

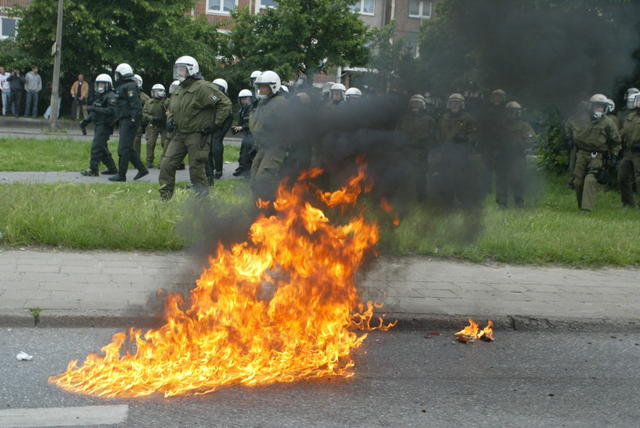
Felcsapnak a lángok

A „Molotov-koktél” elnevezést a finnországi téli háború során használták először finn katonák a szovjet harckocsik ellen alkalmazott gyújtópalackjaikra. A finn hadsereg nem rendelkezett elegendő mennyiségű páncéltörő löveggel a szovjet harckocsik túlerejével szemben, ezért folyamodott ennek az egyszerű fegyvernek a bevetéséhez. Tömeges előállításához a finn szeszipar infrastruktúráját tudták felhasználni.
Miután Vjacseszlav Mihajlovics Molotov szovjet külügyminiszter a rádióban többször is leszögezte, hogy a szovjetek a finneket nem bombázzák, ellenkezőleg, a repülőgépekről élelmiszert dobnak le az éhező lakosságnak, a finnek a rájuk hulló kazettás bombákat keserű iróniával „Molotov piknikkosarainak” kezdték nevezni, a szovjet harckocsik elleni kezdetleges fegyverüket pedig Molotov üdvözlésére felkínált „koktélnak”. A kifejezés kezdetben csak magát a „hatóanyagot” jelölte, később a palackot és tartalmát együtt.
Első ízben ilyen jellegű improvizált gyújtóbombát a falangista erők alkalmaztak a spanyol polgárháborúban a köztársaságiak T–26 típusú szovjet gyártmányú harckocsijai ellen. A finn–orosz háború után, a második világháború során egész Európában elterjedt. Ebben a korban a harckocsiknak sem a motortere, sem a belső tere nem volt hermetikusan zárt, ezért a Molotov-koktél lángoló folyadéka mindenhova beszivároghatott, felgyújtva az üzemanyagot vagy a belül tárolt lőszert. A benzin-meghajtású páncélosok esetében különösen hatásos volt, ezeknél gyakran az üzemanyag belobbanását okozta.

## Az 1956-os forradalomban
A háború után a magyar 1956-os forradalomban jutott szerephez, elsősorban a budapesti utcai harcok során. A szűk utcákban az emeleti ablakokból kiejtve sikeresen használták a régebbi típusú T–34-es és a T–54-es harckocsik ellen.
„A Molotov-koktél minden mennyiségben rendelkezésünkre állt. A környékbeli asszonyok a paradicsomot, az ételecetet, a pálinkát kiöntötték az üvegekből, belül kimosták, és százával kaptuk a literes üvegeket, hogy készíthessük a Molotov-koktélt. Benzinünk, üvegünk volt minden mennyiségben, és a pesti srácok hamar megtanulták a művészetét annak, hogyan kell egy T–34-es tankot három vagy öt üveg benzinnel megsemmisíteni” – emlékszik vissza Pongrátz Ödön, a Corvin köz egyik parancsnoka. – Használata nem volt veszélytelen.”

## Napjainkban
Napjainkban elsősorban utcai zavargásokban használják a tüntetők rendőrségi járművek megállítására, lélektani hatás elérésére. Magyarországon például az MTV-székház ostroma során alkalmazták a tüntetők.
2022. február 25-én Zelenszkij arra kérte az ukrán lakosságot, hogy a támadó orosz csapatokat házilag készített Molotov-koktélokkal támadják, ha veszélyeztetik városaikat.